# ケロヨン
ケロヨンとは、劇団木馬座の着ぐるみ人形劇『カエルのぼうけん』、あるいはそれをテレビ化した日本テレビ系『木馬座アワー』の同名コーナーの主人公であるカエルの着ぐるみ。主なスーツアクターは小垣千代(のちに作者藤城清治の妻)や花巻五郎、声優は新井勢津朗。番組や公演により、スーツアクターは変更された。

## 設定
- 原作通りカエル屋敷に住むヒキガエルの息子だが、なぜか体は緑色。赤紫・黒・白（近年は紫・紺・白）のボーターラインのTシャツを着用。ブーツとスカーフは赤で、誕生当時のトレンドを反映させている。
- 性格も明朗快活だが個性的で少々うぬぼれており、羽目を外しておまわりさんに叱られたり、果ては牢屋に入れられたりする辺りはほぼ原作通りだが[1]、友達思いで正義感が強く、何があっても『ケロッ』と立ち直るなど、多くの長所が追加されている。
- 多趣味だが、特に自動車マニアで、自分で設計したカスタムカーでカーレースに参加するなど、自動車に乗るシーンが多い。これは藤城清治がカーマニアであることを反映している。
- 「ケ～ロヨ～ン!」「バハハーイ!」が口癖。当時どちらも大流行した。なお、人形劇の開始当初はこの口癖はなかった[2]。
- 「エルちゃん」というガールフレンドがいるが、原作のキャラクターでなかったこともあってか出番は少なめ。
- 数多い友達の中でも、大親友のアナグマさん・ネズミくん・モグラのモグちゃんは番組のレギュラーメンバーである（彼らは原作にも登場しているが、ケロヨン同様立場や性格が良くなっている）。また、司会を務める森あき子お姉さん[3]（彼女だけは着ぐるみではない）とも仲良し。
  - アナグマさんは粗野な部分が減り、心優しいみんなのお父さん的存在になった。川岸に住むネズミくんは最も原作に近く、社交的で仲間内では良識派。そしてモグちゃんは見た目も性格もかわいい、ケロヨンの良き弟分。そのかわいらしさからケロヨンに次いで人気が出た。
  - ケロヨンの初代相棒「もぐらのモグちゃん」の着ぐるみに入って演じていたのは、後にサッカー界で活躍する松木安太郎である。
- 一方、ライバルとして、いたずら好きの片目のタヌキ･ギロバチと子分のヒロイヤがいる。乱暴者でケロヨンの車を壊すなどかなり酷いことをするが、いつもラストで強烈なしっぺ返しを喰らう。なお、原作にも主役4人組に敵対する存在としてイタチの軍団が存在する。
- 番組の後期シリーズには、ケロヨンの新たな相棒として赤い長靴を履いた「長靴を履いた猫のブーヨン」が登場している。「敵に塩を贈る」など子供には難しい内容の寸劇を２人が演じ、おねえさんが解説する場面もあった。彼のテーマソング「ブーヨンの歌」も作られた。悪役では「ドボンにデボンにショボン」（三人合わせて 「ド・デ・ショ！！（どうでしょう） 」になる）人間の三人組が登場した。

## 来歴
1964年に劇団木馬座の着ぐるみ人形劇『カエルのぼうけん』のキャラクターとして誕生した。
藤城のプロデュースによるキャラクター。放送開始当時は「ケロちゃん」という名前だった（“ケロヨン”という呼び方が定着した後も、劇中での愛称は「ケロちゃん」）。
当時としては大人気になり、関連グッズがよく売れ、日本武道館でイベントも開催。「ケロヨーン」「バハハーイ」は流行語になった。一例として、1967年5月に発売されたケロヨンのビニール人形は発売から2カ月で30万個を販売した。「ケロヨン音頭」は「オバQ音頭」と肩を並べる子供向け音頭曲の定番として人気を集めた。1967年には『ケロヨンのぼうけん』、翌1968年には『ケロヨンの大自動車レース』（共に1991年にビデオ化され、1992年にレーザーディスク化、2007年にDVD化された）、1970年には大阪万博のドキュメンタリー『ケロヨン万国博に行く』という映画も製作された。またこの間フジテレビでも、『スター芸能大会→対抗・スターかくし芸』のマスコットとしてレギュラー出演した。
1967年 - 1970年にかけてミュージカル化もされた。2000年には30年ぶりとなるケロヨンのミュージカル『藤城清治メルヘンの世界／等身大ぬいぐるみ人形ミュージカル～ケロヨンのぼうけん』が有楽町のヤクルトホールで上演された。藤城は、ケロヨンの声には拘りがあり、初代声優の新井勢津朗他界後、1990年代後半にミュージカル舞台「秘密の花園」日本青年館や、「不思議の国のアリス」ヤクルトホールなどでカップリング舞台として「ケロヨン」が一時的に復活した際に、小松伸（現、北川伸）がケロヨンの声を担当し、藤城の要望で2000年に復活した舞台「ケロヨンのぼうけん」で正式にケロヨンの声を担当する。
谷口千吉監督による、日本万国博覧会の記録映画『日本万国博』には、ケロヨンを中心とした木馬座のお祭り広場での公演（1970年4月28日〜5月5日に催された「こどもまつり」内）の模様が一部、収録されている。その時の演出は花登筐、司会進行は大村崑であった。
昭和50年代に『ケロヨンのスケーティング』という番組が放送されていた。
2014年、冬眠から覚めた設定として藤城清治美術館那須高原のある栃木県のご当地キャラクターとしての活動を開始。「とちぎ未来大使」に任命された。

## 関連番組

### 木馬座アワー
1966年11月21日 - 1969年9月27日 日本テレビ系 月曜 - 土曜 11:00 - 11:20（再放送：同日 17:30 - 17:50）
- 木馬座が自ら全曜日一社提供していた。なお再放送は、当初はノンスポンサーだったが、やがて複数社提供へ変わった（一時的小田急電鉄単独提供の時もあり）。
- カラー放送、16ミリフィルムによる収録。
- 1967年には、朝11時台としては異例の10%以上の視聴率を記録し、占拠率は40%に達した[2]。

カエルのぼうけん
- 原作：ケネス・グレアム『たのしい川べ』
- プロデュース：藤城清治
- 音楽：いずみたく

#### ネット局
特筆の無い限り全て同時ネット
- 日本テレビ（制作局）
- 北日本放送（本放送の時間帯にて遅れネット）[6]

| 日本テレビ系 月曜 - 土曜 11:00 - 11:20                                                   | 日本テレビ系 月曜 - 土曜 11:00 - 11:20 | 日本テレビ系 月曜 - 土曜 11:00 - 11:20       |
| 前番組                                                                                   | 番組名                                 | 次番組                                       |
| ---------------------------------------------------------------------------------------- | -------------------------------------- | -------------------------------------------- |
| ジャングルおじさん                                                                       | 木馬座アワー （本放送）                | 11:00 - 日曜大工110番 11:15 - ロンパールーム |
| 日本テレビ 月曜 - 土曜                                                                   |                                        |                                              |
| 平 - 少年ジェット（再） 土 - サムスニードのゴルフ （以上17:15 - 17:45） 17:50 - 天気予報 | 木馬座アワー （再放送）                | チビラくん （再）                            |

### 木馬座と遊ぼう
1967年10月5日 - 1969年9月 日本テレビ系
- 木曜 19:30 - 20:00（1967年10月〜1968年3月）→土曜 18:00 - 18:30（1968年4月〜1969年9月）
- 木曜時代はヤクルト本社の一社提供。土曜時代は複数社提供。
- カラー放送、16ミリフィルムによる収録。

| 日本テレビ系 木曜 19:00 - 19:30                                  | 日本テレビ系 木曜 19:00 - 19:30 | 日本テレビ系 木曜 19:00 - 19:30                              |
| 前番組                                                           | 番組名                          | 次番組                                                       |
| ---------------------------------------------------------------- | ------------------------------- | ------------------------------------------------------------ |
| スターもびっくり ものまね大行進 ※金曜19:00へ移動 ここまでYTV制作 | 木馬座と遊ぼう                  | 意地悪ばあさん（ドラマ第1作） ※火曜22:00より移動 再びYTV制作 |
| 日本テレビ系 土曜 18:00 - 18:30                                  |                                 |                                                              |
| ジャングル・パトロール                                           | 木馬座と遊ぼう                  | 再放送枠                                                     |

### ケロヨンと遊ぼう
1971年4月 - 9月 TBS系 月曜 - 金曜 17:35 - 17:45
- 制作：スポニチフィルムニュース社、木馬座。
- カラー放送、16ミリフィルムによる収録。

| TBS系 月曜 - 金曜 17:35 - 17:45                             | TBS系 月曜 - 金曜 17:35 - 17:45 | TBS系 月曜 - 金曜 17:35 - 17:45                         |
| 前番組                                                      | 番組名                          | 次番組                                                  |
| ----------------------------------------------------------- | ------------------------------- | ------------------------------------------------------- |
| 17:35 - レッツゴースケーティング 17:40 - ニュースターボイス | ケロヨンと遊ぼう                | 17:30 - マンガ大作戦 17:40 - ウルトラファイト（再放送） |

### ケロヨンと三人組
1971年10月 - 12月31日 日本テレビ系 月曜 - 土曜 8:05 - 8:20
- 一貫してノンスポンサー。
- カラー放送、16ミリフィルムによる収録。

| 日本テレビ系 月曜 - 土曜 8:05 - 8:20 | 日本テレビ系 月曜 - 土曜 8:05 - 8:20 | 日本テレビ系 月曜 - 土曜 8:05 - 8:20               |
| 前番組                               | 番組名                               | 次番組                                             |
| ------------------------------------ | ------------------------------------ | -------------------------------------------------- |
| チビラくん                           | ケロヨンと三人組                     | 7:25 - おはよう!こどもショー 8:15 - ムシムシ大行進 |

## CD
- ケロヨン・ソングブック-木馬座レコードの世界-（2002年6月21日、バップ）
- ケロヨンと藤城清治ミュージカルの世界（2008年7月23日、キングレコード、2枚組）

## DVD
2007年、コロムビアから『ケロヨンのぼうけん』、『ケロヨンの大自動車レース』の長編映画2作が揃ってDVD化され発売された。『ケロヨンの大自動車レース』のオリジナルは130分の長尺だったが、これらのDVDには本編内で使用されている音楽著作権の関係上、約79分の短縮版が収録されている。かつて1987年と1991年に日本ビデオ映像（JVA）と、アルファレコードから『ケロヨンの大自動車レース』『ケロヨンのぼうけん』がビデオソフト化とレーザーディスク化された際は、それぞれ約120分（各117分）の収録だった。2012年現在、それらの作品を視聴する方法は、前出のビデオソフトまたはレーザーディスクを入手するしかない。また同じく2007年、東宝ビデオから発売された『東宝GSエイジ・コレクション 東宝GS映画BOX』（ザ・タイガースほかの東宝における主演映画をまとめたDVD-BOX）の特典ディスクには、ケロヨンが出演したTVドラマ『太陽のあいつ』第7話「ケロヨン今晩ワ!」が収録されている。

## その他
- ケロちゃんコロちゃん - 医薬品メーカー・興和のキャラクターで、薬局の前に置かれている人形で広く知られる。 ケロヨンと混同されることが多い。
- マーガレット - 1967年6月11日号（No.26）の表紙を、松島トモ子・桑原友美とケロヨンが飾った[7]。
- 航空自衛隊第301飛行隊 - 部隊マークがケロヨンと似ているため、隊員やマニア達から「ケロヨンマーク」と呼ばれている。
- 天才バカボン - 赤塚不二夫による原作版の第2話で、パパが連れて来た空手の先生が「ケロヨーン」「ギロギロバチーン」「バハハーイ」と叫びながら空手をかましていた（「ギロギロバチーン」はギロバチの口癖）。また同じ赤塚の『もーれつア太郎』原作版第1話では、ア太郎と×五郎が見ているTV番組にケロヨンもどきが現れ「ゲドヨーン」「バヒャヒャーイ」と叫んでいる。
- マカロニほうれん荘 - コミックス4巻「惑星のメルヘン!!」にて、膝方が電話を切る際「それじゃね　バハハ〜イ　ケロヨ〜ン」と言った。
- クレージーの怪盗ジバコ - 浜美枝のヒロインが犬塚弘の旅行会社を辞める時、屋上で浜が犬塚に「バハハーイ」と言う。
- 鶴間政行 - 放送作家。緑色の服を好むことや、担当番組でケロヨンの物真似をしたこと等から、番組パーソナリティやリスナーから「ケロヨン鶴間さん」と呼ばれていた。